# Glenea peria
Glenea peria är en skalbaggsart som beskrevs av Thomson 1865. Glenea peria ingår i släktet Glenea och familjen långhorningar. Inga underarter finns listade i Catalogue of Life.